# Haras national de Klementina
Le haras national de Klementina est un haras de Bulgarie, situé près de Pleven. Il est notamment à l'origine de la race des chevaux de Pleven. Privatisé à la fin du XXe siècle, il est désormais fermé.

## Histoire
Ce haras est fondé à la fin du XIXe siècle, vers 1896, dans le but de fournir des montures militaires. Durant la période communiste, il prend le nom de « haras national de Georgi Dimitrov ».
Il est privatisé à la fin du XXe siècle. L'activité d'élevage ne peut être maintenue, et ce haras ferme quelques années plus tard. Les chevaux de Pleven, dont l'élevage était centralisé à Klementina, sont transférés au haras de Kabiuk.